# Nuoto

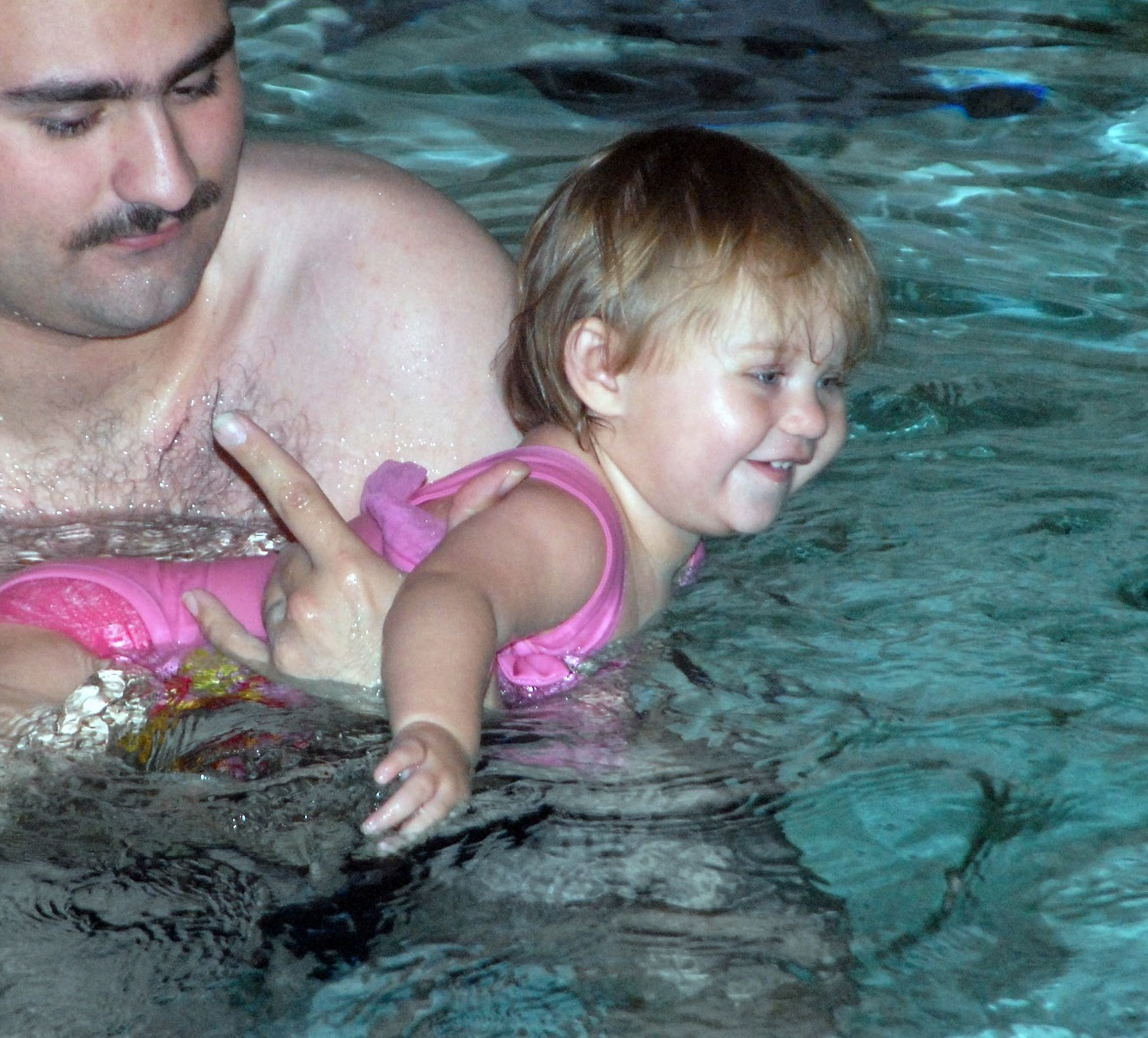
Un padre che abitua la sua bambina alla piscina

Il nuoto è un'attività individuale che permette all'essere umano di muoversi nell'acqua senza alcuna forza propulsiva diversa dalla propria energia corporea. È anche una disciplina sportiva.
Comprende, tra le attività umane, il movimento sia sulla superficie dell'acqua sia sott'acqua (subacquea, mermaiding, nuoto artistico), e sul versante sportivo, i tuffi, la pallanuoto e altri giochi praticati in acqua.
Lo si pratica in piscina, in acque libere (mari, oceani, laghi) o in acque vive (fiumi).

## Descrizione
L'attività del nuotare trova le sue origini sin dall'antichità, come testimonia il rinvenimento di pitture rupestri rappresentanti uomini nell'atto del nuoto risalenti all'età della pietra. A partire dai Giochi della I Olimpiade è anche sport olimpico.
Considerato uno sport completo e salutare, che distribuisce il movimento omogeneamente su tutto il corpo e ne coinvolge quasi tutti i muscoli, il nuoto favorisce la salute, la longevità e il benessere fisico e psicologico. Può comportare benefici estetici e fisici: solitamente si ottiene un aumento della massa magra e una riduzione di quella grassa, lo sviluppo dell'impalcatura ossea e l'espansione della gabbia toracica, il miglioramento della coordinazione motoria, respiratoria e la riduzione della spasticità.

## Storia

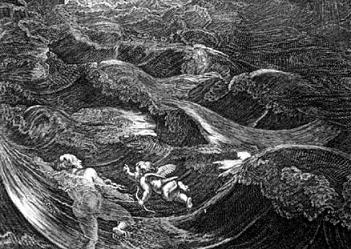
Leandro nuota attraverso l'Ellesponto. Dettaglio da un dipinto di Bernard Picart.

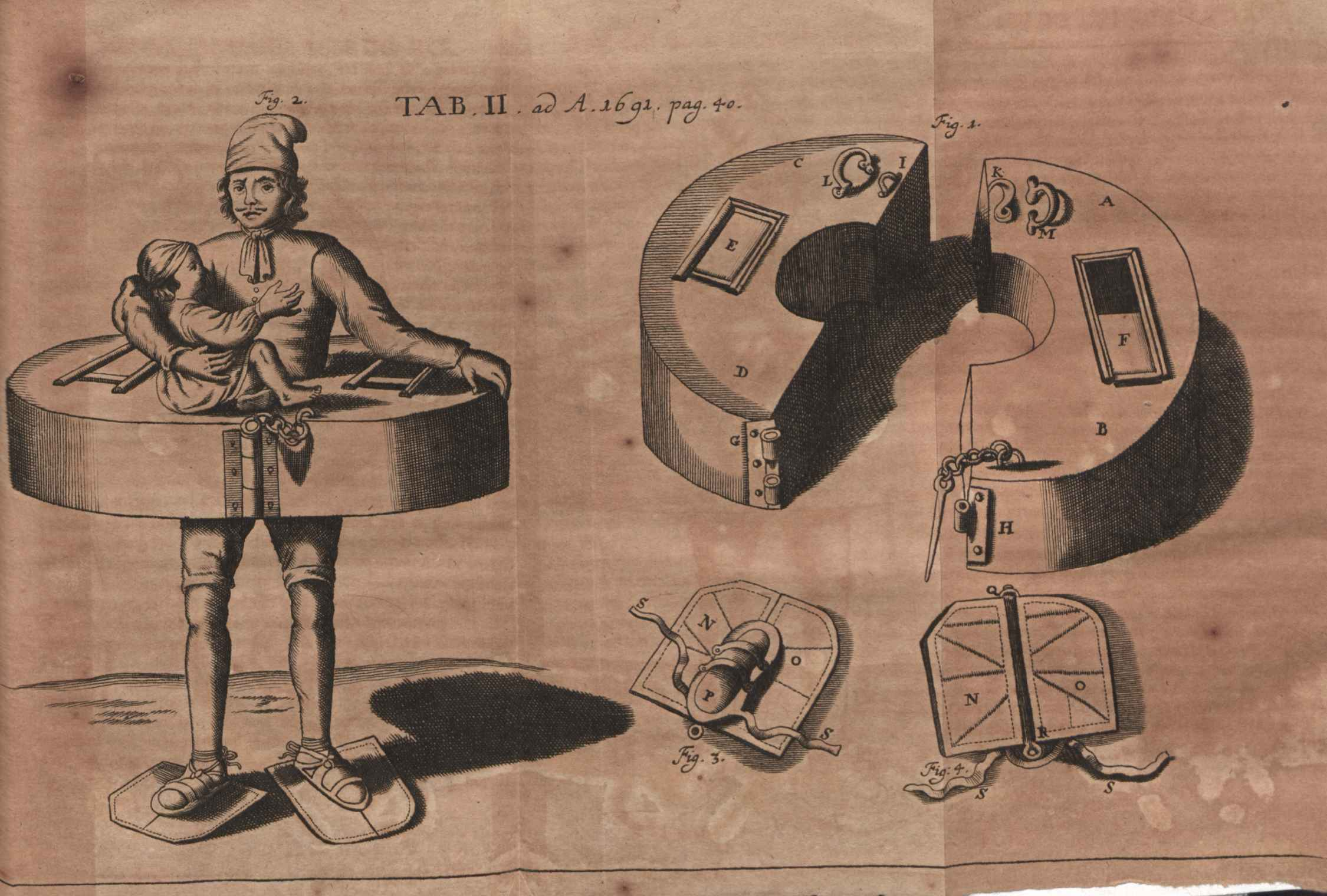
Illustrazione raffigurante i primi esperimenti di salvagente pubblicata sugli Acta Eruditorum del 1691

Le prime testimonianze di una disciplina antenata del nuoto risalgono al periodo preistorico. Nella caverna dei Nuotatori, sull'altopiano del Gilf Kebir, sono state rinvenute delle pitture rupestri rappresentanti uomini che eseguono movimenti simili a quelli degli attuali stili del nuoto.
Un sigillo di argilla egiziano datato tra il 9000 a.C. e il 4000 a.C. mostra quattro nuotatori durante quella che si ritiene sia una variante del crawl.
Le notizie scritte risalgono fino al II millennio a.C., e comprendono il Gilgamesh, l'Iliade, l'Odissea, la Bibbia (Ezechiele 47:5, Atti 27:42, Isaia 25:11), Beowulf, e altre saghe. Nel 1538 Nicolas Wynman, un professore di lingue tedesco, scrisse il primo libro sul nuoto: "Colymbetes".
Il nuoto competitivo in Europa incominciò attorno al 1800. Il tedesco Guts Muths organizzò nel 1833 le prime gare di nuoto e tuffi.  Il crawl venne introdotto nel 1873 da John Arthur Trudgen, che lo copiò dallo stile degli amerindi. Il nuoto era già nel programma delle prime olimpiadi moderne, quelle di Atene 1896. Nel 1902 il crawl venne migliorato da Richard Cavill..
Nel 1908, venne fondata la Fédération Internationale de Natation Amateur (FINA).
La farfalla era inizialmente una variante della rana, e venne accettata come stile distinto nel 1952.
La prima storica generazione italiana di campioni del nuoto moderno è rappresentata da Emilio Polli. Il primo italiano a scendere sotto la barriera di 1' nei 100 m stile libero fu Carlo Pedersoli, meglio noto come Bud Spencer: più precisamente con il tempo 59.50 nel 1950, a Salsomaggiore in vasca da 25 metri.

## Scopi del nuoto
Il nuoto, e gli sport acquatici a esso correlati, vengono praticati per diversi scopi. Spesso questi scopi si sovrappongono e un nuotatore amatoriale, ad esempio, può nuotare anche per motivi di salute e benessere fisico. Il nuoto era indicato anche per la scoliosi ma recenti studi smentiscono questa affermazione, in particolare sconsigliano gli stili rana e delfino (che inducono la schiena a curvarsi) a livello agonistico.

### Svago
Il motivo più comune per nuotare è sicuramente lo svago. Molti stili di nuoto sono adatti a questo scopo. La piscina è un luogo popolare per il nuoto a livello ricreativo e sociale.
In quasi tutte le piscine vengono organizzati corsi di nuoto a cui possono partecipare sia le persone che hanno una buona tecnica, sia le persone che la vogliono migliorare e persino chi ha paura dell'acqua. Anche i neonati possono andare in acqua nei loro primi sei mesi.

### Salvataggio
Il nuoto viene usato anche per soccorso e per evitare annegamenti. Molto spesso si tratta di autosoccorso, quando una persona, che è caduta involontariamente in acqua, nuota per restare a galla e per raggiungere la riva.
In aggiunta il nuoto viene usato per soccorrere altri nuotatori in difficoltà. Esistono diversi stili di nuoto adatti a questo scopo. Tali tecniche sono studiate ad esempio dagli assistenti bagnanti, o da membri della Guardia costiera. I concetti base del primo soccorso e del salvataggio in acqua devono essere tuttavia apprese anche da istruttori di nuoto che, in Italia, devono essere tesserati F.I.N. La prima nozione da tener presente è che non si deve mai perdere il contatto visivo con la persona in difficoltà, e quindi le nuotate vanno eseguite con la testa fuori dall'acqua. Dopo aver avvicinato la persona in difficoltà, per trarla in salvo si possono usare varie tecniche. Come regola generale, possiamo dire che durante l'azione di salvataggio è necessario tenere ben salda e fuori dall'acqua la testa del bagnante, per evitare che beva e si creino situazioni di panico. Il soccorso in acqua, dapprima praticato solo per recare aiuto a nuotatori in difficoltà, è oggi diventato un vero e proprio sport detto nuoto per salvamento. Le competizioni di salvamento prevedono gare in acqua effettuate trasportando manichini, immergendosi in acqua sotto degli ostacoli per simulare il soccorso di persone già mezze affondate o simili.

### Esercizio fisico
Il nuoto è un'ottima forma di esercizio. Poiché la densità del corpo umano è all'incirca simile a quella dell'acqua, il corpo viene sostenuto da questa e quindi meno stress viene posto su giunture e ossa. Inoltre, la resistenza al movimento dipende pesantemente dalla velocità del movimento, permettendo una calibrazione degli esercizi in base alle capacità di ciascuno. Per questo, il nuoto viene frequentemente usato come esercizio nella riabilitazione a seguito di incidenti o per i disabili. Il nuoto non solo viene usato per riabilitazione o per mantenere in forma fisica il corpo, ma anche per scaricare lo stress fisico e mentale. Per questo è utile soprattutto ai ragazzi giovani che vivono periodi di stress o di depressione. Con questo sport ogni essere umano riesce a sfogarsi e a eliminare la rabbia, l'ansia o l'angoscia che lo perseguita.

### Ginnastica prenatatoria
La ginnastica prenatatoria è un'attività motoria propedeutica del nuoto, sebbene sia limitatamente valutata rispetto all'attività natatoria propriamente detta, riveste aspetti di rilievo in quanto una buona ed equilibrata ginnastica, parametrata al livello di sviluppo fisiologico e all'età dell'allievo, consente all'organismo di aumentare la funzionalità dei sistemi organici centrali e di preparare adeguatamente le strutture muscolari e articolari alla successiva attività in acqua. Serve soprattutto agli atleti agonistici per allungare la muscolatura e evitare quindi eventuali infortuni come potrebbe essere uno strappo o una contrattura. Proprio per questo sopra tutto i nuotatori di alto livello la praticano per diversi minuti prima di iniziare l'allenamento.
Finalità e scopi:
- Riscaldamento muscolare

Rappresenta la fase di transizione dal riposo all'attività, i cui principali obiettivi sono: aumentare la vasodilatazione, l'approvvigionamento di sangue ai muscoli e di conseguenza favorire l'apporto di nutrienti e lo scambio gassoso al muscolo in attività, aumentare gli impulsi nervosi al muscolo, migliorare lo smaltimento delle scorie e aumentare la temperatura corporea per fare in modo che l'attività degli enzimi responsabili della produzione di energia possa essere ottimizzata.
- Apprendimento/padroneggiamento degli schemi motori di base

Gli schemi motori di base sono gli elementi strutturali del movimento volontario e finalizzato. Nello sviluppo psicomotorio sono i primi a comparire spontaneamente e rappresentano le forme elementari di movimento, coordinazione e la prima applicazione delle capacità motorie. Gli schemi motori di base sono movimenti globali effettuati nella dimensione spazio-temporale e rappresentano il presupposto per il successivo sviluppo della motricità. Sono degli esempi: camminare, correre, saltare, strisciare, rotolare, equilibrarsi, lanciare, afferrare, arrampicarsi.
- Favorire lo sviluppo/stimolare le capacità coordinative

Le capacità coordinative consentono di progettare, organizzare, controllare e regolare il movimento nel tempo e nello spazio. Dipendono dal sistema senso-percettivo che è l'insieme delle strutture e dei processi attraverso cui il soggetto riconosce, acquisisce e discrimina le informazioni provenienti dall'esterno (ambiente circostante) o dall'interno (dal proprio corpo) prendendone coscienza (percezione). Le capacità coordinative sono state studiate da diversi autori e sono distinte in generali (capacità di apprendimento motorio, di controllo motorio e di adattamento e trasformazione) e speciali (capacità di equilibrio, di ritmo, di reazione, di orientamento, di differenziazione, di accoppiamento e combinazione, di trasformazione).
- Favorire lo sviluppo/stimolare le capacità condizionali

Le capacità condizionali dipendono da fattori anatomici e fisiologici dell'individuo in particolare discendono dal grado di efficienza e di sviluppo dell'apparato cardiocircolatorio, respiratorio, muscolare e sono influenzate dai processi metabolici che conducono alla produzione di energia. Le capacità condizionali sono distinte in forza, resistenza e velocità; le esercitazioni mirate al loro sviluppo servono a creare il patrimonio motorio di ciascun soggetto.

### Altro
Diverse persone praticano il nuoto come parte del proprio lavoro. Ad esempio i pescatori di perle o di molluschi, nuotano e si tuffano per ottenere un guadagno economico.
Il nuoto viene anche praticato per il progresso scientifico. Naturalmente, il nuoto viene studiato per migliorare le prestazioni dei nuotatori agonisti. Ma nuoto e tuffi vengono spesso usati nella biologia marina per osservare piante e animali nel loro habitat naturale. Altre scienze possono impiegare il nuoto. Konrad Lorenz ad esempio nuotava con le oche come parte dei suoi studi sul comportamento animale.
Spesso il nuoto viene usato semplicemente come mezzo per spostarsi da un luogo all'altro. Oggigiorno ponti e traghetti vengono usati nella stragrande maggioranza dei casi, ma esistono occasioni in cui si nuota, ad esempio per attraversare fiumi o accedere a isole. Dei carichi possono essere trasportati dal nuotatore o spinti tenendoli su appositi apparati galleggianti. Le truppe militari a volte utilizzano il nuoto per attraversare corsi d'acqua.
Il nuoto ha utilizzi militari che vanno oltre l'attraversamento di corsi d'acqua. Un nuotatore, in acqua o sott'acqua, può essere difficile da individuare, specialmente di notte. Questo tipo di operazioni vengono svolte di solito dalle Forze speciali, come ad esempio il G.O.I. o i Navy SEAL americani. Il nuoto viene utilizzato per avvicinarsi a una postazione, raccogliere informazioni, per sabotaggio o combattimento, e per lasciare una posizione. Questo può comportare il venire paracadutati in acqua o il lasciare un sottomarino in immersione attraverso una boccaporto o dai tubi dei siluri. Equipaggiamenti e tecniche speciali vengono impiegate per ingaggiare ostilità in e sott'acqua. 

## Fisiologia del nuoto
Il nuoto esercita quasi tutti i muscoli del corpo. Tipicamente, le braccia e il tronco sono sollecitati più delle gambe, poiché la maggior parte del movimento in avanti viene generata dalle braccia. Nel nuoto agonistico, un'eccessiva muscolatura delle gambe può essere vista come uno svantaggio, in quanto esse consumano più ossigeno, che potrebbe essere necessario ai muscoli delle braccia. Comunque, questo dipende molto dallo stile. Mentre la rana genera circa il 50% del movimento con le gambe, il crawl propelle il corpo principalmente con le braccia.
Nuotare è un esercizio aerobico, a causa dei tempi di esercizio relativamente lunghi che richiedono un costante apporto di ossigeno ai muscoli, con l'eccezione degli sprint brevi, dove i muscoli lavorano in maniera anaerobica. Come per molti altri esercizi aerobici, si ritiene che il nuoto riduca gli effetti dannosi dello stress. Mentre gli esercizi aerobici tipicamente bruciano grassi e aiutano a perdere peso, questo effetto è limitato nel nuoto, anche se stando nell'acqua fredda si bruciano più calorie per mantenere la temperatura corporea. Il motivo per cui nuotare non riduce significativamente il peso è ancora poco compreso, ma sembra legato alla migliore conduzione del calore dell'acqua. La comunità scientifica ha alcune ipotesi: 
- l'acqua raffredda il corpo più rapidamente dell'aria, e molti ricercatori credono che di conseguenza il corpo tenda a mantenere uno strato di grasso sotto la pelle come isolante.
- è ritenuto che l'appetito diminuisca con il salire della temperatura corporea, come ad esempio durante l'esercizio fisico. Comunque, durante il nuoto il corpo viene raffreddato quasi istantaneamente, poiché la temperatura dell'acqua circostante è di solito più bassa di quella del corpo. Alcuni ricercatori ritengono che questo possa aumentare l'appetito. Questa assunzione non è stata ancora provata dalle ricerche.
- alcuni ricercatori credono inoltre che il metabolismo del corpo aumenti a temperature corporee più alte, bruciando più calorie. Ancora una volta, durante il nuoto, il corpo viene raffreddato dall'acqua circostante, riducendo il metabolismo, e conseguentemente il numero di calorie bruciate. Anche questa assunzione non è stata ancora provata dalle ricerche.[43]

## Nuoto e salute
Il nuoto è considerato uno sport a basso rischio di infortuni. Ciò non di meno, è raccomandabile nuotare in aree sorvegliate da bagnini e di prestare attenzione alle condizioni dell'acqua.
Di seguito vengono elencati i rischi in ordine decrescente di pericolosità.
- Annegamento; può causare lesioni o morte.
  - Annegamento a causa di avverse condizioni dell'acqua che possono costringere il corpo sott'acqua o forzare l'immissione di acqua nel corpo.
  - Affogamento dovuto a galleggiamento negativo, ad esempio causato dall'essere attaccati a corpi più pesanti dell'acqua (l'essere intrappolati in un corpo più pesante dell'acqua, come una barca che affonda).
  - Affogamento dovuto a influenze esterne, come ad esempio venire spinti sott'acqua da un'altra persona, accidentalmente o intenzionalmente.
  - Affogamento causato dall'incapacità di nuotare, per esaurimento delle forze o mancanza di conoscenza o una combinazione delle due. A parte altri rischi per la salute elencati di seguito, questo può essere causato da effetti non correlati al nuoto, come per esempio un infarto.[44]
- Rischi dovuti agli effetti dell'acqua sul corpo umano.
  - Affogamento secondario, nel quale l'acqua salata inalata dopo un quasi affogamento, incomincia a creare una schiuma nei polmoni che limita la respirazione.[44]
  - Lo shock termico dopo essere saltati in acqua può causare un arresto cardiaco.[45]
  - Passare del tempo in acqua fa raggrinzire la pelle delle dita, del palmo delle mani e della pianta dei piedi; il fenomeno è un adattamento evolutivo, che serve a migliorare la presa quando si sta in acqua[46]. Questo effetto sparisce rapidamente senza conseguenze negative.
  - Le ferite si rimarginano più lentamente se vengono bagnate.[47][48]
- Rischi correlati a sostanze chimiche disciolte in acqua.
  - Nelle piscine il cloro, soprattutto se legato con ammoniaca (NH4Cl), può far bruciare gli occhi. Il bruciore può smettere subito dopo aver lasciato l'acqua. In casi di persone più sensibili il bruciore può protrarsi anche per una o due ore. Effetti di visione offuscata, opalescenze e arcobaleni intorno alle sorgenti luminose sono riconducibili sempre al cloro. Altre tecniche di disinfezione, che usano, ad esempio, l'ozono, evitano questo effetto.[49][50]
  - Respirare piccole quantità di cloro dalla superficie dell'acqua, ripetutamente e per lunghi periodi di tempo, come accade ai nuotatori agonisti, può avere effetti avversi sui polmoni. Non si tratta di sintomi preoccupanti, ma per lo più temporanei, il più diffuso è una tosse secca e insistente che può durare fino a 20-30 min, a volte anche dei lievi giramenti di testa. Se inalato in quantità consistenti, provoca fitte all'altezza dello sterno durante la respirazione che possono durare anche un giorno intero.[50]
  - Il cloro ha anche un effetto cosmetico negativo sui capelli, dopo lunghe e ripetute esposizioni.[50]
- Rischi dovuti a batteri, funghi e virus presenti nell'acqua. L'acqua è un ambiente eccellente per molti batteri che possono affliggere gli esseri umani. I rischi e la severità dell'infezione variano con la qualità dell'acqua. Tuttavia al giorno d'oggi le tecniche di disinfezione sono largamente diffuse. Una selezione delle infezioni più comuni correlate al nuoto sono:
  - Nuotare o farsi la doccia può causare il piede d'atleta. Il modo più semplice di evitarlo e di asciugare rapidamente la pelle tra le dita dei piedi dopo aver nuotato.
  - Il nuoto può causare infezioni alle orecchie e al canale uditivo (otite esterna diffusa).[51]
  - Casi di malattia del legionario sono stati trasmessi a causa di docce mal sterilizzate. Gli impianti sportivi di qualità riscaldano l'acqua delle docce a 60 °C durante i periodi di chiusura per disinfettare le tubature.
- Rischi dovuti all'attività fisica in acqua, specifici del nuoto.
  - I nuotatori agonisti possono avere dei danni alla salute causati dal sovrautilizzo. I farfallisti ad esempio possono sviluppare dolori alla schiena dopo lunghi anni di allenamenti, i ranisti possono avere dolori alle ginocchia, mentre dorsisti e liberisti possono sviluppare dolori alle spalle.
  - Chi nuota da molto tempo può sviluppare delle escrescenze anormali nel canale uditivo, a causa dell'ingresso dell'acqua nelle orecchie.[51]
  - Il blackout da acqua poco profonda è una condizione in cui trattenere il respiro causa un'improvvisa perdita di conoscenza causata dalla mancanza di ossigeno (asfissia).
  - La spossatezza causata da lunghe nuotate o una cattiva condizione fisica possono causare l'annegamento.
- Rischi dovuti alle condizioni dell'acqua e del tempo atmosferico.
  - Nuotando all'aperto si può essere colpiti da un fulmine durante un temporale. I fulmini solitamente colpiscono il punto più elevato di una data area, come può essere la testa di un nuotatore che emerge dalla superficie dell'acqua.
  - Un forte vento può produrre delle onde che possono spingere il nuotatore lontano dalla riva.
  - L'ipotermia dovuta all'acqua fredda può portare rapidamente alla spossatezza o alla perdita di conoscenza, a seconda della temperatura dell'acqua e alle condizioni fisiche.
  - La corrente, le maree, vortici e mulinelli, possono provocare spossatezza, allontanare il nuotatore da una zona sicura o trascinarlo sott'acqua.
  - A causa della riflessione sull'acqua, l'effetto della luce solare sulla pelle è più forte che sulla terra, e può provocare scottature. Inoltre, quando si nuota si espone al sole gran parte del corpo, specialmente zone che normalmente restano coperte (attorno ai bordi del costume) o in ombra (come dietro alle ginocchia). A lungo termine questo può incrementare i rischi di cancro alla pelle.
- Rischi dovuti a oggetti presenti in acqua.[52]
  - Una collisione con un altro nuotatore, o altri oggetti, come il bordo della piscina, uno scoglio, un'imbarcazione (specialmente le eliche del motore), possono produrre ferite più o meno gravi. Queste sono possibili anche quando si colpiscono oggetti mentre ci si tuffa in acqua o camminando sopra oggetti taglienti presenti sul fondo (ad esempio vetri rotti).
  - Forme di vita marina pericolose possono attaccare l'uomo per autodifesa o per scopi predatori, spesso usando un veleno.
    - Creature marine che pungono come meduse e alcuni coralli.
    - Creature marine che trafiggono, come il riccio di mare o le tracine.
    - Creature marine che mordono: squali e altri pesci, serpenti, o aragoste e granchi.

## Tecniche
Il corpo umano, essendo composto in gran parte d'acqua, ne possiede all'incirca la stessa densità. Quindi, rimanere a galla richiede solo la spinta verso il basso di una piccola quantità d'acqua, rispetto alla massa complessiva del corpo, e il moto trasversale solo una leggera spinta dell'acqua in direzione opposta alla direzione del moto, a causa di una generalmente bassa resistenza idrodinamica.
Tutti gli stili si compongono per la bracciata di due fasi alterne: la fase attiva e la fase passiva. La fase attiva dà propulsione, solitamente usando le mani come se fossero delle pale e sbattendo le gambe in modo da spingere l'acqua lontano dal corpo; la fase passiva serve a recuperare gli arti. La fase attiva si divide a sua volta in tre fasi:
- L'appoggio o presa, dal momento in cui la mano entra in acqua fino a quando entra nella fase successiva;
- La trazione, ovvero la fase in cui la forza esercitata dal nuotatore è prevalentemente orientata parallelamente al suo corpo;
- La spinta, ossia la fase in cui si lascia indietro la massa d'acqua. La rana fa eccezione a questa suddivisione, in quanto è l'unico stile che non presenta la fase di spinta.

Nella nuotata eseguita dagli agonisti, cosiddetta "nuotata tecnica", tali fasi sono ben individuabili, in quanto in trazione avviene una flessione del braccio per orientare la forza parallelamente al corpo (il cosiddetto movimento a "S"); con tale tecnica si riesce a massimizzare la massa di "acqua ferma" all'interno del braccio, incrementando a parità di forza notevolmente la spinta, fase seguente, dove il braccio viene ridisteso completamente. Ottenere la massima efficacia propulsiva richiede un notevole impegno muscolare e sviluppate capacità coordinative. L'impiego delle tecniche agonistiche da parte dei principianti risulta pertanto controproducente: il più delle volte si manifesta una diminuzione dell'ampiezza della bracciata (minor propulsione), scoordinazione e movimenti inefficaci (esempio: fase d'ingresso con angoli tali da incrementare la massa d'acqua in maniera nettamente superiore a quella che si riesce a spingere). Inoltre la forza richiesta dai gesti tecnici la rende inappropriata quando l'apparato locomotore è in via di sviluppo (ad esempio per i bambini).
Per ovviare a queste problematiche si insegna ai principianti una nuotata elementare che consente di nuotare in modo efficace pur non massimizzando le masse d'acqua spostate.
Qualunque genere di allenamento tuttavia può tramutare un nuotatore lento o normale in uno moderatamente veloce; inoltre, poiché la velocità si tramuta direttamente in distanza, le stesse tecniche che migliorano la velocità possono essere di aiuto per percorrere una distanza maggiore a parità di sforzo. In particolare:
- il dorso e le gambe devono essere tenute il più possibile parallele alla superficie dell'acqua. Gambe afflosciate e torso inclinato possono aumentare notevolmente la resistenza dell'acqua.
- è bene cercare di avere sempre un braccio steso in avanti, oltre la testa, e cercare di estenderlo il più possibile. Questo accorgimento incrementa la lunghezza media alla linea di galleggiamento e, in sostanza, fa aumentare la velocità. Questo è un effetto da tempo sfruttato dai progettisti di barche, nonché utilizzato inconsciamente dai nuotatori naturalmente dotati.
- è bene cercare di massimizzare il tempo passato sul fianco, poiché il torso è più stretto tra petto e schiena che tra i due lati. Questo accorgimento riduce la sezione frontale e, di conseguenza, la resistenza dell'acqua; inoltre incrementa il rapporto tra lunghezza e larghezza sulla linea di galleggiamento. Simili miglioramenti sono possibili orientando in modo corretto la parte più stretta di testa, braccia e gambe nell'acqua. Il dorso è comunque la parte più importante.
- il movimento in avanti di mani, braccia e gambe, deve avvenire il più possibile fuori dall'acqua, mentre quando sono in acqua devono essere orientate nel miglior modo possibile. Questo perché gli arti devono muoversi a una velocità due volte superiore a quella del nuotatore e, in acqua, generano una resistenza otto volte superiore a quella della sezione frontale del torso (la resistenza incrementa con il quadrato della velocità).

La "presa" base dell'acqua non è critica come gli accorgimenti innanzi descritti, nemmeno lontanamente. La gran parte dei nuotatori "afferra" l'acqua con la mano piatta, o con le dita leggermente divaricate, e la spinge dolcemente sotto il proprio corpo. A tal proposito sarebbe opportuno entrare in acqua con la mano "di taglio", impattando in acqua con pollice e indice (dita chiuse), a braccio quasi disteso completamente, per poi finire la distensione con la mano piatta (quindi facendo "toccare" gradualmente le altre tre dita); tale accorgimento evita del tutto di impattare sulla superficie dell'acqua con il gomito, fattore che qualora dovesse verificarsi finirebbe con l'incrementare notevolmente il coefficiente idrodinamico, facendo rallentare il nuotatore.
Si noti che nessuna delle tecniche sopra citate richiede un aumento della forza fisica. Con un allenamento sulla forza, le mani e i piedi possono essere estesi maggiormente in acqua, guadagnando più velocità. Per i principianti, una maggiore forza porta solo a piccoli miglioramenti se le strategie riportate (minimizzare la resistenza e allungare la linea di galleggiamento) non sono attuate.

## Fondamentali

### Partenza
La partenza da bordo vasca viene effettuata contemporaneamente da tutti gli atleti, indicata da un ausilio sonoro controllato dal giudice di partenza.
Per gli stili delfino, rana e stile libero, la partenza viene effettuata da appositi blocchi situati poco sopra il livello dell'acqua dai quali l'atleta si tuffa, esegue una subacquea di lunghezza non superiore ai 15 metri e poi emerge incominciando a nuotare. Per lo stile dorso, invece, la partenza si esegue dall'interno della vasca, aggrappandosi ad apposite maniglie posizionate sui blocchi e spingendosi con i piedi dal bordo della vasca.
Le partenze dal blocco si dividono ulteriormente in due tipi:
1. Grab start: il nuotatore è posizionato generalmente con entrambi i piedi aggrappati al bordo anteriore del blocco, il bacino è alto e le mani poggiate al centro del bordo tra le gambe, oppure si può partire anche come nel Track start.
2. Track start: il nuotatore è posizionato con un piede sul bordo anteriore del blocco e l'altro nella parte posteriore del blocco (dove da pochi anni è stato inserito un alettone per poterne sfruttare al meglio la spinta) e le mani si trovano sul bordo anteriore del blocco generalmente posizionate vicino agli angoli. Questa tecnica, che riprende la partenza dal blocco dell'atletica, è il metodo più utilizzato ad alti livelli perché ritenuto molto efficace e veloce.

In ogni caso gli atleti possono partire nel modo in cui preferiscono a patto che almeno un piede sia a contatto con il bordo anteriore del blocco di partenza.

### Virata
Il cambio di direzione che l'atleta deve eseguire una volta terminata la vasca prende il nome di virata. Essa prevede in ogni caso, con differenti modalità a seconda dello stile nuotato, che l'atleta tocchi il muro, pena la squalifica. Ciò avviene anche se, durante le fasi della virata, l'atleta si appoggia e si sostiene a frangiflutti o direttamente dal bordo della vasca, oppure se supera i 15 metri di subacquea.
La virata stile-stile prevede un contatto con il muro con qualsiasi parte del corpo; solitamente, essa è effettuata sfruttando l'ultima bracciata per la spinta verso il basso per eseguire una sorta di capovolta  che termina quando i piedi sono rivolti verso il muro; la rotazione del busto per ritornare in posizione "prona" può avvenire sia durante l'esecuzione della capriola, sia durante la fase di spinta.
La virata dorso-dorso prevede anch'essa semplicemente un contatto con il muro con qualsiasi parte del corpo. È consentito, prima della virata, posizionarsi sul petto ed eseguire una singola trazione di un braccio o entrambe le braccia contemporaneamente. Una volta che ci si gira sul petto interrompere l'azione continua di virata eseguendo alcuni colpi di gambe per avvicinarsi alla parete comporta la squalifica. L'innovazione però è recente, in precedenza si usava toccare il bordo con una mano rimanendo sul dorso e effettuare una "capriola all'indietro", ruotando poi il busto quando i piedi erano ancora a contatto con il muro per ritornare in posizione supina.
Per quanto riguarda il cambio di nuotata dorso-rana nelle gare miste si finisce la vasca a dorso e si tocca obbligatoriamente la parete con una parte qualsiasi del corpo in posizione sul dorso e senza che il corpo sia completamente immerso; una volta toccato il muro ci si gira semplicemente dalla posizione supina a quella prona; una variante della suddetta virata contempla la capriola all'indietro, affine alla vecchia virata a dorso: dopo aver toccato il bordo con una mano si effettua una capriola all'indietro che termina con una spinta dal bordo quando i piedi sono accostati al muro, questo per facilitare la parte subacquea (nella rana il primo movimento, ovvero bracciata, gambata e scivolamento, può essere effettuato completamente sott'acqua).
Le virate rana-rana, farfalla-farfalla e i cambi rana-stile e farfalla-dorso, sono meno complesse, o meglio, differenti. In esse vale il "tocco e riparto" ovvero si tocca obbligatoriamente il bordo in modo simultaneo con entrambe le mani e si riparte nello stile prefissato.

## Stili del nuoto

### Delfino/Farfalla
Lo stile a delfino è uno dei quattro stili ufficiali del nuoto e fa parte dello stile misto. Considerato da molti lo stile più spettacolare, ma allo stesso tempo difficile, richiede un notevole sforzo fisico e una perfetta coordinazione sia di gambe sia di braccia. Lo stile viene spesso denominato delfino (anche se il termine tecnico è farfalla) in quanto il tipico movimento ondulatorio delle gambe ricorda i movimenti della nuotata dei delfini. Il delfino è l'evoluzione della farfalla (nome che conserva a livello agonistico) e si differenzia soprattutto nell'azione della gambata. Il delfino fa la sua prima comparsa nel 1927, quando il nuotatore e pallanuotista tedesco Erich Rademacher nuota una gara a rana portando le braccia fuori dall'acqua. Sette anni più tardi, nel 1933, Henry Myers riprese lo stile utilizzato da Rademacher nuotando una gara a rana con le braccia fuori dall'acqua e l'anno successivo David Ambruster perfezionò la bracciata del nuovo stile che stava nascendo, dandogli il nome butterfly (farfalla). Jack Sieg nel 1935 elabora il colpo a gambe unite, detto a coda di pesce, che però viene approvato dalla FINA solamente nel 1950. Nel 1953 viene ufficialmente riconosciuto il nuovo stile, che venne diviso dallo stile a rana e nel 1956 fa la sua prima comparsa ai Giochi olimpici. Bisogna notare che il regolamento World Aquatics (nuovo nome della FINA dal 2022) prevede che le gambate nella nuotata a farfalla siano eseguite contemporaneamente e sullo stesso piano, cioè si sfrutti il colpo a coda di pesce. Per quanto riguarda il settore di nuoto master è concesso invece il calcio a rana.

### Dorso
Il dorso, più raramente crawl sul dorso fa parte dello stile misto (inglese: backstroke o back crawl); è uno dei quattro stili ufficiali del nuoto e l'unico dove il volto dell'atleta non è rivolto verso il fondo dell'acqua ma verso l'alto. Lo stile fa la sua prima apparizione in modo non ufficiale nel 1896, ai Giochi olimpici di Atene, quando Alfred Guttmann nuota i 1200 metri stile libero sul dorso, vincendo l'oro olimpico. Nel 1900, ai Giochi olimpici di Parigi, vengono inseriti nel programma olimpico i 200 metri dorso. Successivamente, con il passare degli anni, lo stile iniziale di Guttmann, che ricordava la nuotata a rana eseguita al rovescio, subì delle modifiche e dei perfezionamenti da vari atleti.

### Rana
La rana è uno dei quattro stili ufficiali del nuoto e fa parte dello stile misto. Lo stile, di origine orientale, fa la sua comparsa in Europa nel 1844 a Londra quando due nuotatori indiani, Flying Gull e Tobacco, nuotano una gara utilizzando uno stile antenato della rana. Gli inglesi, pur avendo avuto la possibilità di conoscere il nuovo stile, lo ritennero poco adatto agli standard europei. Lo stile viene ripreso dagli Stati Uniti d'America, dove tra il 1870 e il 1880 si disputano le prime gare a rana. Nei primi anni del Novecento vengono organizzate gare anche in Inghilterra e nel 1908 viene inserita la prima gara a rana, i 200 metri, ai Giochi olimpici di Londra.

### Stile libero / crawl
Lo stile libero o crawl è uno dei quattro stili ufficiali del nuoto e fa parte dello stile misto. Le norme World Aquatics impongono pochissime restrizioni sull'azione natatoria dei nuotatori: sostanzialmente il nuotatore può nuotare in qualsiasi stile, usando teoricamente anche uno stile personale. Le uniche limitazioni sono l'impossibilità, durante i misti, di nuotare la frazione dello stile libero mediante uno degli stili già usati in precedenza e la necessità durante tutta la durata della gara di "rompere la superficie dell'acqua" ovvero una parte del corpo del nuotatore deve sempre emergere. A parziale deroga di quest'ultima regola, è possibile per il nuotatore stare in immersione, ma per non più di 15 metri, dopo il tuffo alla partenza e dopo ogni virata. Si impone inoltre che, qualora un atleta interrompa la nuotata, lo stesso non cammini sul fondo della vasca e non si tiri ai galleggianti delimitatori di corsia. Essendo uno stile non regolato da norme, nella storia varie sono state le tecniche utilizzate per gareggiare. Inizialmente gli stili utilizzati dai nuotatori erano l'overarm e il trudgen, che col passare del tempo hanno lasciato posto al crawl.

### Misti
I misti sono una specialità del nuoto, combinazione dei quattro stili ufficiali. In una gara vengono eseguiti dai nuotatori tutti gli stili, partendo con la farfalla (delfino), e successivamente in ordine dorso, rana e stile libero. Nelle staffette, l'ordine prefissato è dorso, rana, delfino e stile libero. Vi si possono eseguire i seguenti metri:
- 100 misti, 200 misti, 400 misti[54].

### Altri stili
Il crawl è uno degli stili ufficiali del nuoto. Questo stile è il principale utilizzato nelle gare a stile libero. In uso fin dall'antichità, è considerato lo stile che garantisce all'essere umano di muoversi dentro l'acqua nel modo più efficace ed economico possibile (movimento quasi alternato delle braccia unito a una propulsione continua degli arti inferiori), definito anche il "principe degli stili". Fa la sua prima apparizione in Europa nel 1844 a Londra. A diffonderlo fu John Arthur Trudgen, il quale aveva appreso la tecnica del crawl dai nativi del Sud America durante un viaggio in Argentina nel 1873.

### Staffette
Esistono cinque tipi di staffetta nel nuoto:
- 4 per 50 stile libero, praticata solamente nelle gare delle categorie B1 e B2[54];
- 4 per 50 misti, praticata solamente nelle gare delle categorie B1 e B2[54];
- 4x100 stile libero, in cui 4 nuotatori percorrono la distanza di 100 metri ciascuno a stile libero, uno dopo l'altro[54];
- 4x200 stile libero, in cui ciascuno percorre 200 metri a stile libero[54];
- 4x100 misti, in cui ciascuno nuota uno stile diverso (che vengono nuotati nel seguente ordine: dorso, rana, farfalla, stile libero)[54].

È possibile effettuare diverse partenze tra una frazione e l'altra, dalla partenza dal blocco standard alla circonduzione delle braccia in senso orario accompagnate da un passo in avanti delle gambe.
Esiste inoltre la possibilità di eseguire le cosiddette staffette mixed miste in cui due atleti e due atlete per squadra effettuano una normale staffetta mista.

## Varianti

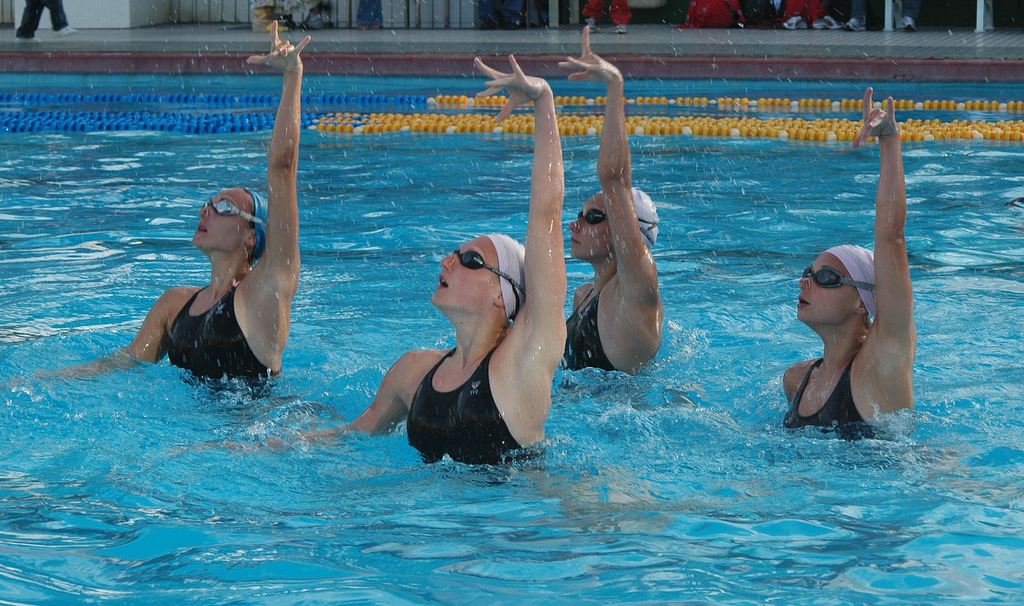
Una esibizione di nuoto artistico

### Nuoto artistico
Il nuoto artistico (inglese: artistic swimming), denominato dalla FINA "nuoto sincronizzato" fino al 2017, è uno sport acquatico nato nei primi anni del XX secolo derivato dal nuoto, dalla ginnastica e dalla danza. Esso consiste nell'eseguire esercizi coreografici in acqua accompagnati dalla musica. L'esibizione può essere eseguita da uno, due o più atleti, rispetto al tipo di competizione. Disciplina olimpica fin dai Giochi della XXIII Olimpiade, nel 1984, il nuoto artistico riserva competizioni internazionali unicamente femminili. Il titolo di prima ballerina subacquea viene riconosciuto a Annette Kellerman, nuotatrice australiana che nel 1907 si esibì al New York Hippodrome in una vasca di vetro. Pochi anni più tardi, nel 1915, Katherine Curtis elaborò delle acrobazie da eseguire in acqua, fondando anche un club di danzatrici acquatiche.

### Pallanuoto

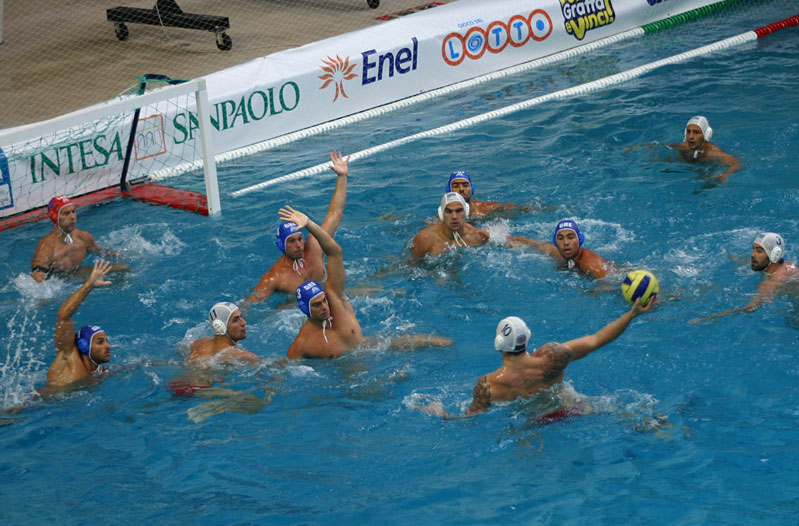
Una partita di pallanuoto

La pallanuoto o palla a nuoto (inglese: water polo dalla pronuncia inglese della parola palla in lingua balti, pulu) è uno sport di squadra acquatico nato nel XIX secolo in Inghilterra e in Scozia, le cui regole furono codificate per la prima volta nel 1887 da William Wilson, derivato dal nuoto. Una partita di pallanuoto vede affrontarsi due squadre, ognuna rappresentata in campo da sette giocatori, chiamati pallanuotisti, che possono essere sostituiti nell'arco della partita per un numero illimitato di volte, tranne nel caso commettano tre falli gravi, nel qual caso, viene decretata una espulsione definitiva con relativo obbligo di sostituzione. Nuotando in uno specchio d'acqua gli atleti devono scagliare con le mani (vige per tutto l'incontro, tranne che per il portiere, l'obbligo di toccare la palla obbligatoriamente con una mano sola) un pallone il maggior numero di volte possibile nella porta avversaria. Ogni volta che ciò avviene si effettua un punto (detto gol o rete). Al termine dei quattro tempi di gioco la squadra con il maggior numero di punti è proclamata vincitrice.

### Altre varianti

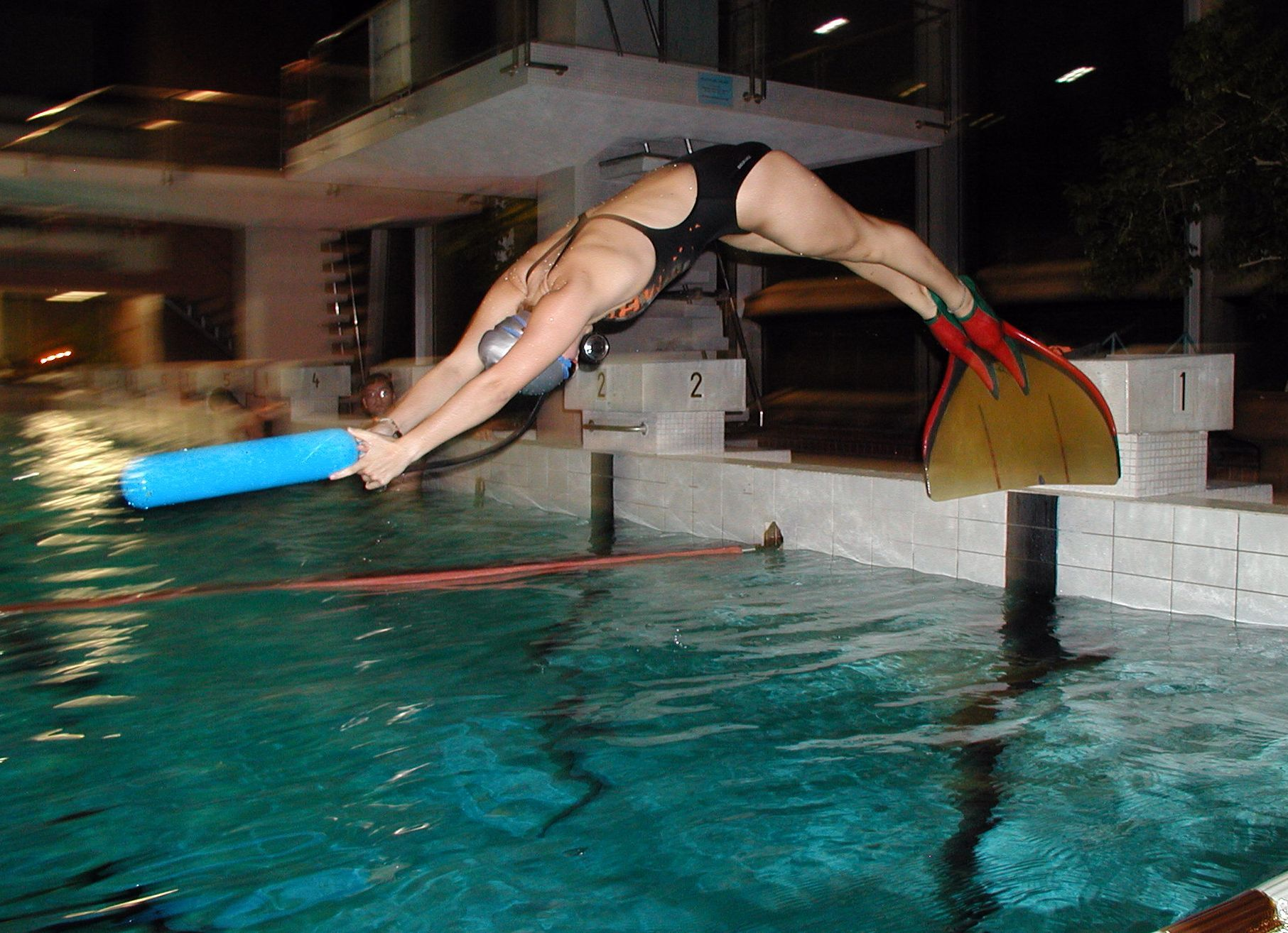
Un'atleta durante un allenamento di nuoto pinnato

Il nuoto pinnato (inglese: finswimming) è uno sport acquatico nato a metà degli anni cinquanta derivato dal nuoto. Basato sullo sport originario, il nuoto pinnato permette di raggiungere velocità ben più elevate grazie ad attrezzature specifiche come le pinne. Testi scritti parlano di gare di nuoto pinnato in Francia nel 1920, in Italia tra il 1930 e il 1940, e nel Regno Unito nel 1950. Lo sport fa la sua prima comparsa internazionale ai World Games 1981 di Santa Clara dove vengono assegnati dodici titoli, sei maschili e sei femminili.
Il mermaiding (dall'inglese mermaid, «sirena», con il suffisso -ing) o nuoto a sirena è la pratica di indossare un costume da sirena con una coda di pesce e, generalmente, nuotare con questo tipo di costume propulsandosi per mezzo di una monopinna.
Il nuoto per salvamento è uno sport acquatico derivato dal nuoto che richiede resistenza e maturità, fisica e mentale. Nato come una esibizione di tecniche di salvataggio, nel tempo il nuoto per salvamento è diventato un vero e proprio sport in cui i partecipanti devono percorrere il più velocemente possibile la prima vasca, immergersi per recuperare una zavorra che dovranno poi trasportare sul dorso per un'altra vasca.
Il triathlon è uno sport multidisciplinare basato sul nuoto, sul ciclismo e sulla corsa. La nascita di questo sport è ritenuta da alcuni avvenuta in Francia nel 1920, anche se nel 1902 ci fu una competizione che univa tre sport: corsa, ciclismo e canoa.

## Accessori per allenamento
Esistono attrezzi molto utili e indispensabili per un buon allenamento di nuoto:
- Pinne corte: stimolando quadricipiti e pettorali, aiutano nel rafforzare le gambe a livello muscolare e a fare un lavoro cardiovascolare. Aumentano la velocità e danno maggiore spinta, di conseguenza posizionano il corpo nel modo più corretto, sollevando e dando sostegno più della normale battuta di gambe.
- Palette: servono per aumentare il carico di lavoro muscolare su spalle e braccia. Hanno lo scopo di aumentare la velocità di bracciata e ne esistono diverse misure.
- Tavoletta: molto utile come supporto per le serie di tecnica o di gambe a patto che sia leggera e non sollevi troppo le spalle dal livello dell'acqua.
- Pull buoy: sono galleggianti (pezzi di schiuma o plastica) che vengono tenuti in mezzo alle gambe (cosce) mentre si nuota. Hanno la funzione di spingere in alto le gambe e i fianchi del nuotatore facendo in modo che esso non batta le gambe. Il nuotatore così facendo può concentrarsi sulla trazione degli arti superiori e sull'oscillazione.
- Boccaglio frontale: utile negli esercizi di tecnica, fanno in modo che il nuotatore si concentri sull’esecuzione corretta dell’esercizio senza doversi preoccupare della respirazione. Può essere utile anche per assumere una corretta posizione della testa.

### Esplicative
1. ↑  Ci sono opinioni contrastanti riguardo all'anno in cui Trudgen si recò in Argentina, ma la data più spesso utilizzata è il 1873.

### Bibliografiche
1. 1 2   Nuoto (Universo del Corpo), su Enciclopedia Treccani. URL consultato il 20 ago 2024.
2. ↑   Fukuoka 2023 - programma: nuoto in acque libere, su World Aquatics. URL consultato il 20 ago 2024.
3. ↑   10 km di nuoto di fondo maschile, su olympics. URL consultato il 20 ago 2024.
4. ↑  Battaglia, p. 1.
5. ↑   Lorenzo Gennari, Le origini dello sport, su nuotoaurelia.it. URL consultato il 19 luglio 2013 (archiviato il 23 ottobre 2013).
6. ↑   Nuoto, su Olympics. URL consultato il 22 agosto 2024.
7. ↑   nuotomania.it, Benefici del nuoto: nuoto e medicina, su nuotomania.it. URL consultato il 26 settembre 2010 (archiviato dall'url originale il 3 gennaio 2011).
8. ↑   Francesca Brigida, Il nuoto e i suoi benefici, su dieta-dimagrante.com. URL consultato il 26 settembre 2010 (archiviato dall'url originale il 23 maggio 2010).
9. ↑   integratoriproaction.com, Nuotare e benessere, su integratoriproaction.com. URL consultato il 26 settembre 2010 (archiviato dall'url originale l'8 luglio 2012).
10. ↑   piscinasturno.com, I benefici del nuoto, su piscinasturno.com. URL consultato il 26 settembre 2010 (archiviato dall'url originale il 23 ottobre 2013).
11. 1 2 3   Origini del nuoto, su nuotounostiledivita.it. URL consultato il 28 agosto 2024.
12. ↑   Nuoto (Il Libro dell'Anno), su Enciclopedia Treccani. URL consultato il 28 agosto 2024.
13. ↑   La storia del nuoto, su aquatici.com. URL consultato il 28 agosto 2024.
14. ↑   Presentazione nuoto, su GUG Lazio. URL consultato il 28 agosto 2024.
15. ↑   Storia del nuoto - Stile libero/crawl, su nuotounostiledivita.it. URL consultato il 28 agosto 2024.
16. ↑   Medagliati Atene 1896, su olympics. URL consultato il 28 agosto 2024.
17. ↑   Origini del nuoto - nascita delle prime competizioni e dei primi stili, su swim4lifemagazine.it. URL consultato il 28 agosto 2024.
18. ↑   Nuoto (Enciclopedia dello sport), su Enciclopedia Treccani. URL consultato il 28 agosto 2024.
19. ↑   Storia della Canottieri, su Canottieri Milano. URL consultato il 28 agosto 2024.
20. ↑   Carlo Pedersoli (Enciclopedia dello Sport), su Enciclopedia Treccani. URL consultato il 28 agosto 2024.
21. ↑   Scoliosi, la ricerca che non ti aspetti: "Il nuoto non fa bene alla schiena" - Repubblica.it, su repubblica.it. URL consultato il 19 marzo 2014 (archiviato dall'url originale il 19 marzo 2014).
22. ↑   Come imparare a nuotoare in piscina, su proleader.it. URL consultato il 29 agosto 2024.
23. ↑   Guida agli stili di nuoto, su esneca.it. URL consultato il 29 agosto 2024.
24. ↑   Scuola nuoto federale (PDF), su Federnuoto. URL consultato il 29 agosto 2024.
25. ↑   Nuoto neonatale: a che età iniziare?, su gardensportingcenter.it. URL consultato il 29 agosto 2024.
26. ↑   Nuoto neonatale, su c-and-a.com. URL consultato il 29 agosto 2024.
27. ↑   Nuoto neonatale: perchè portare i neonati in piscina, su accadueoclub.it. URL consultato il 29 agosto 2024.
28. ↑   Salvamento, su Enciclopedia Treccani. URL consultato il 29 agosto 2024.
29. ↑   Regolamento degli esami, su salvamento. URL consultato il 29 agosto 2024.
30. ↑   Lifesaving world championships, su federnuoto. URL consultato il 29 agosto 2024.
31. ↑   Riabilitazione in acqua, su my-personaltrainer.it. URL consultato il 29 agosto 2024.
32. ↑   Nuoto e salute mentale, su accademiatelematicafitness.it. URL consultato il 29 agosto 2024.
33. ↑   Nuoto: un metodo terapeutico contro stress e depressione, su swim4lifemagazine.it. URL consultato il 29 agosto 2024.
34. 1 2 3   Ginnastica prenatatoria, su swim4lifemagazine.it, 13 marzo 2014. URL consultato il 29 agosto 2024.
35. 1 2 3 4   Ginnastica prenatatoria - Mobilità articolare (PDF), su uisp.it. URL consultato il 29 agosto 2024.
36. ↑   perle bianche australiane, su netperla.com. URL consultato il 3 febbraio 2025.
37. ↑   Immersioni subacque - buone pratiche ambientali (PDF), su coral.org. URL consultato il 3 settembre 2024.
38. ↑   Konrad Lorenz, su Enciclopedia Treccani. URL consultato il 3 febbraio 2025.
39. ↑   Nuoto militare, su nuoto.com. URL consultato il 3 settembre 2024.
40. ↑   Sommozzatori, su poliziadistato.it. URL consultato il 3 febbraio 2025.
41. ↑   Quali muscoli si allenano nel nuoto, su my-personaltrainer.it. URL consultato il 3 febbraio 2025.
42. ↑   Manuale di nuoto 2: Gli stili (PDF), su mobilesport.ch. URL consultato il 3 febbraio 2025.
43. ↑   I benefici del nuoto, su santagostino.it. URL consultato il 3 febbraio 2025.
44. 1 2   L'annegamento, su msdmanuals.com. URL consultato il 19 febbraio 2025.
45. ↑   Shock termico con l'acqua fredda, su slrg.ch. URL consultato il 19 febbraio 2025.
46. ↑   Copia archiviata, su focus.it. URL consultato il 17 maggio 2023 (archiviato il 17 maggio 2023).
47. ↑   Come gestire le ferite dopo  l’intervento chirurgico, su chirurgiarticolare.it. URL consultato il 19 febbraio 2025.
48. ↑   Pelle fragilizzata, cicatrici, su uriage.com. URL consultato il 19 febbraio 2025.
49. ↑   Cloro e occhi: come comportarsi, su camospa.it. URL consultato il 19 febbraio 2025.
50. 1 2 3   Quali effetti ha il cloro sulla salute?, su my-personaltrainer.it. URL consultato il 19 febbraio 2025.
51. 1 2   Mal d’orecchio dopo il bagno? Potrebbe essere l’otite ‘da piscina’, su sip.it. URL consultato il 19 febbraio 2025.
52. ↑   Esposizione al sole, su regione.veneto.it. URL consultato il 19 febbraio 2025.
53. ↑   Principio di Archimede, su youmath.it. URL consultato il 20 maggio 2021 (archiviato il 20 settembre 2021).
54. 1 2 3 4 5 6 7 8 9   Regolamento stagione 2023-2024, su federnuoto. URL consultato il 20 ago 2024 (archiviato il 19 maggio 2024).  (PDF)
55. ↑   Tecnica e didattica del tuffo di partenza, su nuotomania.it. URL consultato il 20 ago 2024.
56. ↑   Partenza/virata crawl, su nuotomania.it. URL consultato il 20 ago 2024.
57. ↑   Partenza/virata nel dorso, su nuotomania.it. URL consultato il 20 ago 2024.
58. ↑   Virata dorso-rana, su nuotomania.it. URL consultato il 20 ago 2024.
59. ↑   Partenza e virata nello stile della rana, su nuotomania.it. URL consultato il 20 ago 2024.
60. ↑   Partenza e virata delfino, su nuotomania.it. URL consultato il 20 ago 2024.
61. ↑   nuotomania.it, Tecnica del nuoto - Delfino, su nuotomania.it. URL consultato il 23 settembre 2010 (archiviato dall'url originale il 3 gennaio 2011).
62. ↑  Colwin, p. 30.
63. 1 2 3 4   Paolo Tondina e Andrea Carbone, Evoluzione delle nuotate. Storia della tecnica del nuoto., su nuotomania.it. URL consultato il 23 settembre 2010 (archiviato dall'url originale il 18 aprile 2010).
64. ↑   Splashback 1936, su usmsswimmer.com. URL consultato il 23 settembre 2010 (archiviato dall'url originale il 13 aprile 2010).
65. ↑   Regolamento nuoto master 2023-2024, su federnuoto. URL consultato il 20 ago 2024.
66. ↑   nuotomania.it, Tecnica del nuoto - Dorso, su nuotomania.it. URL consultato il 24 settembre 2010 (archiviato dall'url originale il 3 gennaio 2011).
67. ↑   nuotomania.it, Tecnica del nuoto - Rana, su nuotomania.it. URL consultato il 24 settembre 2010 (archiviato il 3 gennaio 2011).
68. ↑  Colwin, p. 14.
69. 1 2  Leonard, p. 942.
70. ↑   Regolamento Tecnico del nuoto (FIN) (PDF), su federnuoto.it, 22 marzo 2023,  p. 18, NU 5.3. URL consultato il 5 agosto 2024.
71. ↑   Staffeta e Misti, su Piscine di Vicenza. URL consultato il 20 ago 2024.
72. 1 2   Il principe degli stili, su leganuoto.it. URL consultato il 3 novembre 2010 (archiviato dall'url originale il 20 agosto 2010).
73. ↑   nuotomania.it, Tecnica del nuoto - Stile libero (crawl), su nuotomania.it. URL consultato il 23 settembre 2010 (archiviato dall'url originale il 3 gennaio 2011).
74. ↑   Fukuoka 2023 - risultati: 4x100 mista mista, su worldacquatics.
75. ↑   federnuoto.it, Il Nuoto Sincronizzato, su federnuoto.it. URL consultato il 26 settembre 2010 (archiviato dall'url originale il 5 gennaio 2011).
76. ↑  Grande Enciclopedia Universale Curcio, p. 7219.
77. ↑  
 Bruno Migliorini et al., Scheda sul lemma "pallanuoto", in Dizionario d'ortografia e di pronunzia, Rai Eri, 2010, ISBN 978-88-397-1478-7.
78. ↑   Paolantoni Udo, Storia della pallanuoto [collegamento interrotto], su albatrosnuoto.it. URL consultato il 29 giugno 2010.
79. ↑  (EN) Dictionary.com, Polo, su dictionary.reference.com. URL consultato il 29 giugno 2010.
80. ↑  Lim, p. 74.
81. ↑  (EN) Origins - Water Polo, su fina.org. URL consultato il 15 luglio 2010 (archiviato dall'url originale il 29 giugno 2010).
82. ↑   Regolamento tecnico pallanuoto, su federnuoto. URL consultato il 20 ago 2024. (PDF)
83. ↑  (EN) hickoksports.com, World Games Finswimming Medalists, su hickoksports.com. URL consultato il 26 settembre 2010 (archiviato dall'url originale il 7 settembre 2012).
84. ↑   sportmedicina.com, Salvamento: un nuoto... particolare, su sportmedicina.com. URL consultato il 29 settembre 2010 (archiviato dall'url originale il 27 febbraio 2010).
85. ↑  Garrett, p. 919.
86. ↑  (EN) Triathlon, su sports.espn.go.com. URL consultato il 26 settembre 2010 (archiviato il 29 giugno 2012).
87. ↑  (EN) Tri Sports History Timeline (1902 - 2008), su thiswastriathlon.org. URL consultato il 26 settembre 2010 (archiviato dall'url originale il 31 marzo 2010).